# Pasta choux

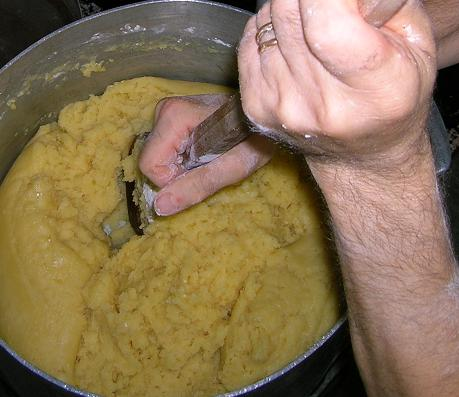
Impasto a caldo di acqua, burro e farina

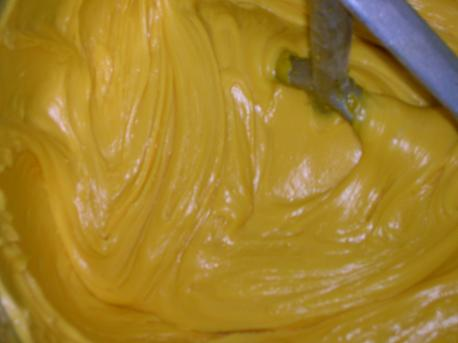
Aggiunta a freddo delle uova

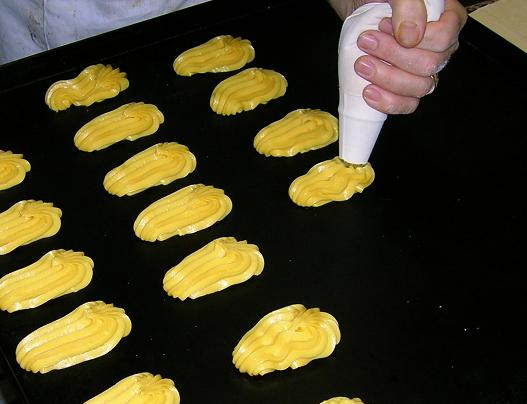
Formatura

La pasta choux o pasta da choux (dal francese choux /ʃu/, "cavoli") è una pasta di gusto neutro molto usata in pasticceria e gastronomia. Il nome potrebbe derivare dalla forma tonda, simile ad un cavolo verza, che assumono i gusci dei bignè cotti, una delle applicazioni più comuni di pasta choux.

## Storia
L'origine della pasta choux risale al XVI secolo. La sua invenzione è attribuita a un pasticciere italiano di nome Penterelli, parte del seguito della regina Caterina de' Medici, mentre il suo successore, Popelini, la perfezionò. In principio si chiamava "pâte à chaud", ovvero "pasta a caldo", probabilmente perché le uova venivano aggiunte ad un impasto cotto e ancora caldo. Questa pasta ebbe poi ampia diffusione in Francia e assunse il nome di pasta choux all'inizio del XIX secolo, quando cominciò ad essere molto utilizzata in pasticceria e venne perfezionata con ripieni di crema pasticcera o crema chantilly dal pasticciere Jean Avice e da Marie-Antoine Carême.

## Ingredienti e preparazione
È composta di acqua, burro, poca farina e uova. Per la buona riuscita dei bignè è indispensabile usare una farina medio-forte (200-220 W), con una percentuale di proteine di circa l'11-12%, perché ha una maggiore capacità di assorbire liquidi e di produrre glutine che conferisce elasticità all'impasto e aiuta ad intrappolare il vapore all'interno del prodotto durante la cottura, così da creare la caratteristica cavità interna.
Dapprima la farina viene lavorata a caldo in una pentola con acqua e/o latte, burro e sale; si può aggiungere anche dello zucchero che però non deve superare il 5% del peso della farina. Una volta freddato, il composto ottenuto viene montato con le uova in quantità necessaria a ottenere un composto denso e semi-lucido (l'eccessiva lucidità generalmente è indice di una quantità eccessiva di uovo), quindi spremuto su una placca da forno in forme varie, con l'aiuto di una tasca da pasticciere.
La pasta viene cotta in forno e, affinché si gonfi e diventi cava all'interno, necessita di uno shock termico iniziale; poi la cottura prosegue a una temperatura più bassa. È anche vero, però, che cuocendo per più tempo a una temperatura costante di 180 °C si ottengono bignè più regolari nella forma e più adatti a dolci come il croquembouche. Si procede dunque a farcirla secondo necessità, per ricavarne bignè, zeppole, profiterole, Paris-Brest. Più raramente viene fritta, come nel caso dei Sonhos portoghesi o delle zeppole di San Giuseppe. 
La pasta choux ha una buona manovrabilità e può venire cotta in forme diverse. Grazie al gusto delicato si presta alla farcitura anche con ingredienti salati e può essere servita sia come stuzzichino che come antipasto. 
Più raramente viene stesa a formare basi su cui poggiano altri ingredienti, come si farebbe con una sfoglia, o a formare lo strato superiore di preparazioni complesse, analogamente ad una meringa.